# Саратога (Индијана)
Саратога (енгл. Saratoga) град је у америчкој савезној држави Индијана.

## Демографија
По попису из 2010. године број становника је 254, што је 34 (-11,8%) становника мање него 2000. године.
| Група             | 2000.       | 2010.       |
| Белци             | 277 (96,2%) | 248 (97,6%) |
| Афроамериканци    | 2 (0,7%)    | 0 (0,0%)    |
| Азијати           | 0 (0,0%)    | 0 (0,0%)    |
| Хиспаноамериканци | 9 (3,1%)    | 5 (2,0%)    |
| Укупно            | 288         | 254         |